# Флаг Солнечного (Тверская область)
Флаг закрытого административно-территориального образования Солнечный Тверской области Российской Федерации — опознавательно-правовой знак, служащий официальным символом муниципального образования и символом его общественно-исторического и административного статуса наряду с гербом.
Флаг утверждён 19 апреля 2002 года и 15 мая 2003 года внесён в Государственный геральдический регистр Российской Федерации с присвоением регистрационного номера 1080.

## Описание
«Флаг ЗАТО Солнечный представляет собой прямоугольное полотнище, воспроизводящее композицию гербового щита. Пропорции полотнища 2: 3».
Геральдическое описание герба гласит: «В лазоревом (синем, голубом) поле серебряная оконечность и поверх всего зелёная с золотым стволом сосна на зелёном острове, сопровождаемая во главе выходящим сияющим золотым солнцем».